# هنري كلاي هال
هنري كلاي هال (بالإنجليزية: Henry Clay Hall)‏ هو سياسي أمريكي، ولد في 3 يناير 1860، وتوفي في 9 نوفمبر 1936.